# NCSM Windsor (SSK 877)
Pour les articles homonymes, voir Windsor.
Pour les autres navires du même nom, voir HMS Unicorn.
Le NCSM Windsor  (SSK 877 ) est un sous-marin d'attaque de la classe Victoria de la Marine royale canadienne. Il s'agissait à l'origine du Unicorn (S.40) (classe Upholder) de la Royal Navy du Royaume-Uni, mais il fut racheté par le Canada.